# Kaiserpokal 2007
Der Kaiserpokal 2007 war die 87. Austragung des Kaiserpokals, des höchsten japanischen Fußballpokalwettbewerbs. Sieger des Wettbewerbs waren die Kashima Antlers.

## Ergebnisse

### 1. Runde
|                             | Ergebnis        |                                               |
| --------------------------- | --------------- | --------------------------------------------- |
| Gainare Tottori             | 2:0             | Universität Saga                              |
| Sportuniversität Kanoya     | 1:1 (4:3 i. E.) | Ryūtsū-Keizai-Universität                     |
| Sony Sendai FC              | 2:1             | Renofa Yamaguchi FC                           |
| Banditonce Kobe             | 5:0             | Universität Yamagata                          |
| Tenri-Universität           | 3:1             | Tonan SC Gunma                                |
| Oita Trinita U-18           | 0:1             | Tokushima Vortis Amateur                      |
| Kamatamare Sanuki           | 1:4             | Mitsubishi Mizushima                          |
| Nirasaki Astros             | 0:8             | TDK                                           |
| Universität Kōchi           | 1:3             | Juntendō-Universität                          |
| Viancone Fukushima          | 0:1             | V-Varen Nagasaki                              |
| Ohara Gakuen JaSRA          | 4:5             | Universität Hachinohe                         |
| Okinawa Kariyushi FC        | 7:0             | Hisaeda FC                                    |
| Shudo-Universität Hiroshima | 1:2             | Japan Soccer College                          |
| FC Central Chugoku          | 2:5             | Kinki-Universität Wakayama High School        |
| Universität Yokkaichi       | 2:3             | Mi-O Biwako Kusatsu                           |
| Zweigen Kanazawa            | 3:2             | Rosso Kumamoto                                |
| Barefoot Hokkaido           | 1:3             | Osaka University of Health and Sport Sciences |
| FC Gifu                     | 3:1             | Pädagogische Hochschule Fukuoka               |
| FC Ganju Iwate              | 2:3             | Saitama SC                                    |
| Sagawa Printing             | 6:0             | Maruoka Phoenix                               |

### 2. Runde
|                                               | Ergebnis |                                        |
| --------------------------------------------- | -------- | -------------------------------------- |
| Gainare Tottori                               | 1:3      | Sportuniversität Kanoya                |
| Meiji-Universität                             | 3:2      | Sony Sendai FC                         |
| Banditonce Kobe                               | 6:2      | Tenri-Universität                      |
| Universität Tsukuba                           | 3:0      | Tokushima Vortis Amateur               |
| Mitsubishi Mizushima                          | 0:2      | TDK                                    |
| Toho Titanium                                 | 0:2      | Juntendō-Universität                   |
| V-Varen Nagasaki                              | 5:0      | Universität Hachinohe                  |
| Okinawa Kariyushi FC                          | 3:1      | Japan Soccer College                   |
| Honda Lock                                    | 3:1      | Kinki-Universität Wakayama High School |
| Tochigi SC                                    | 2:1      | Mi-O Biwako Kusatsu                    |
| FC Kariya                                     | 0:1      | Zweigen Kanazawa                       |
| Osaka University of Health and Sport Sciences | 1:2      | FC Gifu                                |
| Honda                                         | 2:0      | Saitama SC                             |
| ALO's Hokuriku                                | 2:0      | Sagawa Printing                        |

### 3. Runde
|                   | Ergebnis         |                         |
| ----------------- | ---------------- | ----------------------- |
| Montedio Yamagata | 3:0              | Sportuniversität Kanoya |
| Kyoto Sanga FC    | 0:1              | Meiji-Universität       |
| Sagawa Express    | 4:0              | Banditonce Kobe         |
| Sagan Tosu        | 1:0              | Universität Tsukuba     |
| Consadole Sapporo | 1:1 (9:10 i. E.) | TDK                     |
| Vegalta Sendai    | 1:2              | Juntendō-Universität    |
| Shonan Bellmare   | 3:0              | V-Varen Nagasaki        |
| Ehime FC          | 1:0              | Okinawa Kariyushi FC    |
| Cerezo Osaka      | 4:2              | Honda Lock              |
| Avispa Fukuoka    | 4:0              | Tochigi SC              |
| Mito HollyHock    | 1:0              | Zweigen Kanazawa        |
| Tokushima Vortis  | 2:0              | FC Gifu                 |
| Tokyo Verdy 1969  | 0:1              | Honda                   |
| Thespa Kusatsu    | 0:0 (5:4 i. E.)  | ALO's Hokuriku          |

### 4. Runde
|                      | Ergebnis        |                      |
| -------------------- | --------------- | -------------------- |
| Gamba Osaka          | 2:2 (5:3 i. E.) | Montedio Yamagata    |
| JEF United Chiba     | 1:3             | Oita Trinita         |
| Shimizu S-Pulse      | 3:3 (5:4 i. E.) | Meiji-Universität    |
| Yokohama F. Marinos  | 4:1             | Sagawa Express       |
| Albirex Niigata      | 2:3             | Sagan Tosu           |
| FC Tokyo             | 2:1             | TDK                  |
| Júbilo Iwata         | 6:1             | Juntendō-Universität |
| Sanfrecce Hiroshima  | 3:0             | Shonan Bellmare      |
| Urawa Reds           | 0:2             | Ehime FC             |
| Omiya Ardija         | 0:2             | Yokohama FC          |
| Kawasaki Frontale    | 3:0             | Cerezo Osaka         |
| Vissel Kobe          | 2:0             | Avispa Fukuoka       |
| Kashima Antlers      | 2:0             | Mito HollyHock       |
| Ventforet Kofu       | 3:1             | Tokushima Vortis     |
| Kashiwa Reysol       | 2:3             | Honda                |
| Nagoya Grampus Eight | 3:1             | Thespa Kusatsu       |

### Achtelfinale
|                   | Ergebnis |                      |
| ----------------- | -------- | -------------------- |
| Gamba Osaka       | 3:1      | Oita Trinita         |
| Shimizu S-Pulse   | 5:3      | Yokohama F. Marinos  |
| Sagan Tosu        | 1:2      | FC Tokyo             |
| Júbilo Iwata      | 0:2      | Sanfrecce Hiroshima  |
| Ehime FC          | 2:1      | Yokohama FC          |
| Kawasaki Frontale | 3:0      | Vissel Kobe          |
| Kashima Antlers   | 2:1      | Ventforet Kofu       |
| Honda             | 2:0      | Nagoya Grampus Eight |

### Viertelfinale
|                 | Ergebnis |                     |
| --------------- | -------- | ------------------- |
| Gamba Osaka     | 1:0      | Shimizu S-Pulse     |
| FC Tokyo        | 0:2      | Sanfrecce Hiroshima |
| Ehime FC        | 0:2      | Kawasaki Frontale   |
| Kashima Antlers | 1:0      | Honda               |

### Halbfinale
|                   | Ergebnis |                     |
| ----------------- | -------- | ------------------- |
| Gamba Osaka       | 1:3      | Sanfrecce Hiroshima |
| Kawasaki Frontale | 0:1      | Kashima Antlers     |

### Finale
|                     | Ergebnis |                 |
| ------------------- | -------- | --------------- |
| Sanfrecce Hiroshima | 0:2      | Kashima Antlers |